# Достук (Сокулукский район)
Достук (кирг. Достук) — село в Сокулукском районе Чуйской области Кыргызстана. Входит в состав Кунтууского айылного аймака.

## География
Село расположено в центральной части области, у юго-западной окраины Бишкека, на расстоянии приблизительно 14 километров (по прямой) к востоко-юго-востоку от села Сокулук, административного центра района. Абсолютная высота — 854 метра над уровнем моря.

## Население
Согласно оценочным данным Национального статистического комитета Кыргызской Республики, численность населения села на начало 2023 года составляла 235 человек.
| год     | 2009 | 2014 | 2015 | 2020 | 2021 | 2023 |
| ------- | ---- | ---- | ---- | ---- | ---- | ---- |
| человек | 212  | 203  | 201  | 230  | 243  | 235  |